# Бруно, Фрэнк
Франклин Рой «Фрэнк» Бруно (англ. Franklin Roy Bruno, родился 16 ноября 1961, Хаммерсмит, Лондон, Англия) — британский боксёр-профессионал, выступавший в тяжёлой весовой категории. Чемпион мира среди профессионалов в тяжёлом весе по версии WBC (1995-1996), чемпион Европы по версии EBU (1985). Награждён Орденом Британской Империи. Обладает мировым рекордом — процентное соотношение его выигранных боёв и нокаутов равно 95 %.

«Бокс — это просто шоу-бизнес с кровью.»
Оригинальный текст (англ.)Boxing is just show business with blood.

## Биография
Франклин Рой Бруно родился 16 ноября 1961 года в Лондоне, в Великобритании и стал младшим в семье из шести детей. Его родители, Линетт и Роберт Бруно, были иммигрантами из Доминиканской республики. Когда Фрэнк учился в средней школе Swaffield Primary в Сассексе, он увлекался футболом и легкой атлетикой. Кроме того, он с девяти лет посещал боксерскую школу «Wandsworth Boys Club». После -в юности, - когда Фрэнк попал в школу «Oak Hall School» для проблемных детей, он занялся боксом всерьез.В 1990 году Фрэнк Бруно женился на своей подруге Лауре. У них родилось трое детей, Рэйчел, Николя и Франклин. В 2001 году они развелись. В декабре 2005-го Фрэнк Бруно объявил, что собирается стать отцом в четвёртый раз.

## Любительская карьера
В любителях Бруно провёл 21 бой, из которых выиграл 20. В 1980 году Бруно стал чемпионом по версии Ассоциации любительского бокса Англии ( АБА).

## Профессиональная карьера
Бруно стал профессиональным боксером в 1982 году,

### 1983-1985
Быстро собрав серию из двадцати одной последовательной победы нокаутом. Эта полоса привлекла внимание международных журналов бокса.
В течение этого периода Бруно победил бывшего титул чемпиона мира соперника Скотт Леду,

#### Бой с Майком  Джеймсоном
Майк Джеймсон

#### Бой с Флойдом Каммингсом
опасные бахромой соперник Флойд Каммингс,

#### Бой с Руди Гауве
бывшего чемпиона Европы Руди Гауве,
британский соперник Эдди Нильсона
Билл Шарки,
Уолтер Сантемора

#### Бой с Кеном Лакустой
```
Лакуста.
```

#### Отборочный бой с Джеймсом Смитом
В мае 1984 года состоялся бой за звание основного претендента на титул IBF между Фрэнком Бруно и Джеймсом Смитом, который был рассчитан на десять раундов. На протяжении первых восьми раундов, преимущество Бруно было неоспоримым, но Фрэнк пытался нокаутировать соперника выбрасывая сильные удары, хотя часто они достигали цели, но "Костолом" известный своим крепким подбородком, выдерживал их. К концу девятого раунда, Бруно начал терять силы, чем Смит и воспользовался, который перешёл к активным действиям и стал "бомбить" соперника, однако гонг спасает британца от неприятностей. Но уже в финальном, десятом раунде, Смит продолжая сыпать соперника градом ударов, и Бруно наконец падает, пропустив большое количество ударов. Бой получил звание "апсет года" по версии журнала Ринг.

#### Бой за титул чемпиона Европы
Он выиграл европейский титул в супертяжелом весе  нокаутом над шведским боксёром Андерс Эклунд, нокаутировал бывшего чемпиона Европы и мира претендентом  Люсьеном Родригесом.

#### Бой с Филлиппом Брауном
Затем встретился с  довольно сильным боксёром Филиппом Брауном. Браун был первым боксёром, кто продержался с Бруно до конца боя. Бруно победил единогласным решением судей.
После этого Бруно  избил  неплохих боксёров Ларри Фрейзера и Джеффа Джордана.

### 1986-1989

#### Бой с Джерри Кутзее
В марте  1986 года встретился с бывшим чемпионом мира Джерри Кутзее. Бой продлился всего менее двух минут, за это время Бруно дважды отправлял Кутзее на настил ринга, после второго падения, голова южноафриканца вылетела за канаты, тело было в ринге. Это был тяжелый нокаут.

#### Чемпионский бой с Тимом Уизерспумом
В июле 1986 года  Бруно бросил вызов  Тиму Уизерспуну за титул WBA в супертяжелом весе. Бруно ещё раз вел на картах судей большую часть боя, он выдохся и потерпел поражение нокаутом в  одиннадцатом раунде.

#### Бой с Джеймсом Тиллисом
В марте 1987 года встретился с бывшим претендентом на титул чемпиона мира  Джеймсом Тиллисом.  Бруно доминировал в бою. В 5 раунде бой был остановлен из за рассечений глаз и носа у Тиллиса. Бруно победил техническим нокаутом в 5 раунде.

#### Бой с Реджи Гроссом
В августе 1987 года встретился с Реджи Гроссом. Бруно доминировал в бою и победил техническим нокаутом в  8 раунде.

#### Бой с Джо Багнером
В октябре 1987 года Бруно сталкиваются ветераном Джо Багнером, который хотя и давно был на пике своей формы, но провёл две впечатляющие победы над  Джеймсом Тиллисом, Грегом Пейджем и Дэвидом Бэем. Бруно победил техническим нокаутом в 8-м раунде, рефери остановить бой, хотя Багнер сказал, что  мог бы продолжать.

#### Бой за титул абсолютного чемпиона мира
В 1989 году Бруно встретился с лучшим боксёром вне зависимости от весовой категории Майком Тайсоном. У Майка Тайсона в это время началась тяжба с промоутерами и бракоразводный процесс. Тайсон буквально из ЗАГСа прибыл на ринг, имея менее двух недель нормальной подготовки. Уже на первых секундах боя Тайсон отправил Бруно на настил. Рефери отсчитал нокдаун. Но Бруно поднялся и весь бой хорошо держался, достаточно неплохо сопротивлялся.В пятом раунде Тайсон потряс британца, тот отступил к канатам, где безучастно принимал удары до тех пор, пока рефери не остановил бой. По мнению специалистов Бруно оказал Тайсону наилучшее сопротивление.
Бруно затем одержал победу в боях, которые помогли ему сохранить своё место в качестве одного из ведущих тяжеловесов в мире.

### 1992-1995

#### Бой с Хосе Рибальтой
В апреле 1992 года встретился с Хосе Рибальтой. Бруно нокаутировал противника на 2 минуте 2 раунда.

#### Бой с Пьером Каутзером
В октябре 1992 года встретился с Пьером Каутзером. Бруно доминировал весь бой  и победил техническим нокаутом в 8 раунде.

#### Бой с Карлом Уильямсом
В апреле 1993 года встретился с бывшим чемпионом США Карлом Уильямсом. Уильямс продемонстрировал невероятную стойкость, пропустив несколько сильных ударов в первых раундах. Кульминация боя, казалось, назревает — в 5 раунде, когда Уильямс пропустил несколько сильных ударов и отлетел к канатам, но сумел устоять и продержался до конца раунда. В десятом раунде Бруно пробил правый кросс. Уильямс рухнул на ринг. Он поднялся на счёт «девять», но рефери принял решение остановить бой, Уильямс решение не оспаривал.

#### Чемпионский бой с Ленноксом Льюисом
В октябре 1993 года Бруно встретился с чемпионом мира по версии WBC Ленноксом Льюисом, который делал вторую защиту пояса. Это был первый раз, когда два британских боксера боролись за титул чемпиона мира в супертяжелом весе. Публика яростно поддерживала Бруно. На протяжении первых 4 раундов вел Бруно, который постоянно шёл вперёд, пробивая тяжёлые удары, сумев потрясти Льюиса 2 и 3 раунде. У обоих боксёров к 6 раунду образовались гематомы над левым глазом. В 7 раунде снова завязалась рубка, Бруно загнал Льюиса в угол и увлёкшись атакой опустил руки. Льюис пробил Левый сбоку, затем правый кросс, Бруно впал в состояние грогги, Льюис продолжил пробивать серии ударов. Рефери вмешался и прекратил бой. На момент остановки боя двое из трех судей имели на своих картах равный счет, а третий поставил 59-55 в пользу Бруно.

#### Бой с Джесси Фергюсоном
Бруно снова перегруппировались, победил в 1 раунде Джесси Фергюсона,
и претендентов Родольфо Марина и

#### Бой с Майком Эвансом
```
Майка Эванса
 .
```

#### Чемпионский бой с Оливером Макколом
24 сентября 1994 года, Оливер Макколл победил Леннокса Льюиса во 2 раунде и спорно выиграл у Ларри Холмса и  приехал в Англию, чтобы защищать титул WBC против Бруно.
2 сентября 1995, Бруно встретился с Оливером Макколом. Бруно аккуратно отбоксировал 10 раундов, а финальные раунды беспрерывно обнимал Быка. Это был звёздный час Бруно. Англия, всегда воспринимавшая Фрэнка более своим, чем Леннокса, никогда так не ликовала.

#### Бой с Майком Тайсоном
Бруно не долго был чемпионом. 16 марта 1996 года состоялся реванш между Майком Тайсоном  и Фрэнком Бруно. Все стало ясно с 1 раунда, когда Тайсон уже на первых секундах приложился к голове Бруно справа. Бруно начал клинчевать при первой возможности и никак не хотел выпускать Тайсона из своих объятий. Это помогло ему продержаться первый раунд, но это уже начало выводить из себя рефери Миллза Лейна. А вот Железный Майк выглядел в этом раунде куда лучше, чем в своих последних боях перед тюрьмой. В третьем раунде Тайсон нанёс удар правым по корпусу, левым хуком в челюсть, а затем провел длинную серию с обеих рук, закончившуюся несколькими апперкотами справа. Бруно провалился в канаты, которые удержали его на ногах, и рефери спас его от дальнейшего избиения, а чемпионский титул WBC перешёл к Майку Тайсону.
После этого боя Бруно ушёл из бокса.

## Попытки возвращения
В 2016 году Бруно заявил, что желает вернуться на ринг Бруно не выступал 20 лет, с тех пор, как Майк Тайсон остановил его в 3-м раунде в 1996 году. Бруно говорит, что он хочет выплеснуть накопившуюся энергию на ринге.

## После боксёрской карьеры
Вскоре спортсмен нашёл применение своей огромной энергии. В том же, 1995 году, он записал кавер-версию сингла Eye of the Tiger для саундтрека к фильму Рокки 3. Он даже пытался сниматься в кино и участвовал в кастинге на роль в фильме Spice World, но утвержден не был.
После - Фрэнк начал активную социальную работу, участвовал в благотворительных мероприятиях. Он заслужил почёт и уважение многих людей и в 2001 году решил баллотироваться на место в парламенте от Брентвуда и Огнара провинции Эссексе за партию консерваторов, однако скоро и эта идея потерпела фиаско.

## Телевидение
- Форт Боярд (1999)
- Кас (2008) — сериал
- Самое слабое звено (2009)
- ТВ отрыжка Гарри Хилла (2011)
- Шоу Алана Титчмарча (2011)
- Сажистые ( 2011) — сериал
- Жизненные истории с Пирсом Морганом (2012)
- Рейчел Бруно: мой папа и я (2013)